# Władysław Chomiak (budowniczy)

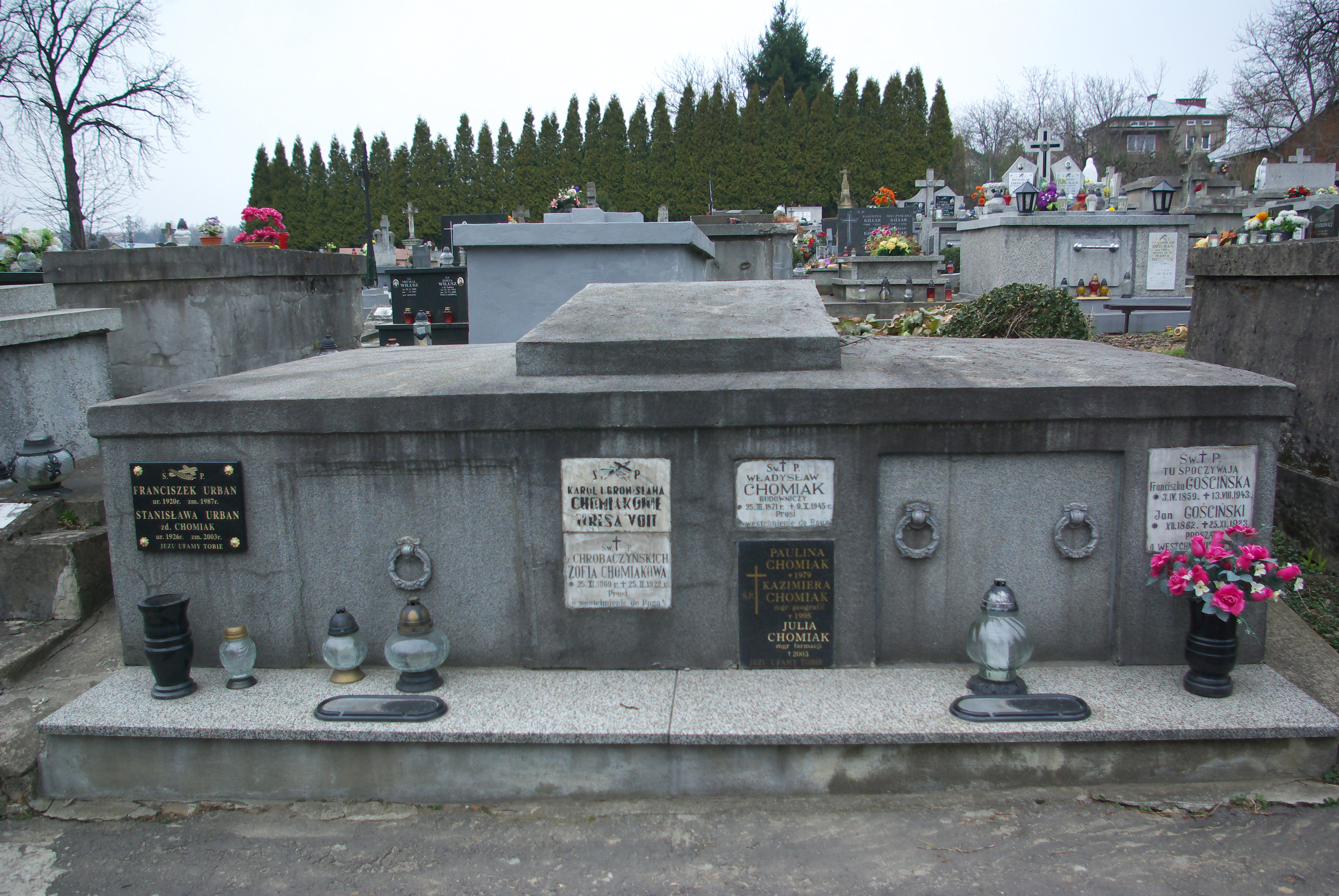
Grobowiec rodziny Chomiaków

Władysław Chomiak (ur. 25 marca 1871 lub 1872 w Przemyślu, zm. 9 października 1945 w Sanoku) – polski budowniczy, radny miasta Sanoka.

## Życiorys
Władysław Chomiak urodził się 25 marca 1871 lub 1872 w Przemyślu. Był synem Jana i Emilii z domu Pawłowicz.
Trudnił się zawodem murarza. Później został przedsiębiorcą budowlanym. Swój zakład prowadził przy ul. Juliusza Słowackiego 38. W tym miejscu wybudował własny dom drewniany, a następnie do 1924 wzniósł dom-kamienicę czynszową w stylu willa, która została nazwana Dom Julii (od imienia swojej najmłodszej córki Julii).
Wśród jego projektów i wykonań budowlanych były:
- Kościół św. Mikołaja Biskupa i św. Józefa w Grabownicy Starzeńskiej. Budynek wzniesiono w latach 1913–1926. Plany budynku wykonali Władysław Chomiak i sanocki inżynier Wilhelm Szomek[6]. Kościół jest na liście obiektów zabytkowych.
- Dom Żołnierza Polskiego. Władysław Chomiak wykonał nieodpłatnie projekt architektoniczny budynku, wzniesionego w latach 1924–1928[7].
- Kościół Najświętszego Serca Pana Jezusa w Sanoku. Plan budynku wykonał i budową kierował Władysław Chomiak[8]. Budowa została ukończona w 1931.
- Dom Robotniczy w Posadzie od 1926 (dokumentacja i budowa)[9][10].
- Projekt nadbudowy kamienicy przy ul. Jana III Sobieskiego 12 (wówczas nr 8) z 1927[11].

Działał w Towarzystwie Rękodzielników i Przemysłowców „Rodzina” w Sanoku, w którym w 1906 został członkiem komisji rewizyjnej, w 1907 sekretarzem wydziału, a w 1911, 1912 wydziałowym. Pełnił funkcję zastępcy radnego od 1910. Sprawował także mandat radnego miejskiego w Sanoku w okresie II Rzeczypospolitej.
W 1912 działając w poczuciu własnego poszkodowania rzekomym oszczerstwem ze strony redaktora „Tygodnika Ludowego”, Stanisława Boczarskiego, najpierw wniósł pozew sądowy przeciw niemu, a następnie antycypując bezskuteczność tegoż, wycofał pozew i dokonał spoliczkowania Boczarskiego, uznając to za satysfakcjonujące dla siebie wobec odniesionej wcześniej obrazy, po czym poinformował o tym publicznie w oświadczeniu prasowym na łamach „Tygodnika Ziemi Sanockiej”.
Władysław Chomiak przed 1911 został wdowcem po Marii z domu Czerwińskiej. Ponownie ożenił się z Pauliną z domu Gościńską 28 stycznia 1911. Zmarł 9 października 1945 w Sanoku. Został pochowany w rodzinnym grobowcu na cmentarzu przy ul. Rymanowskiej w Sanoku. Wraz z nim zostali pochowani członkowie jego rodziny: żona Paulina (1889-1979), córka Kazimiera (1913-1995, nauczycielka geografii), Julia (1926-2003, farmaceutka), Karol, Bronisława i Zofia. Miał także dzieci: synów Antoniego Jana (1912-1913), Lucjana (ur. 1917), Tadeusza (ur. 1923), córkę Stanisławę (ur. 1920).